# Lista de personagens de The Big Bang Theory

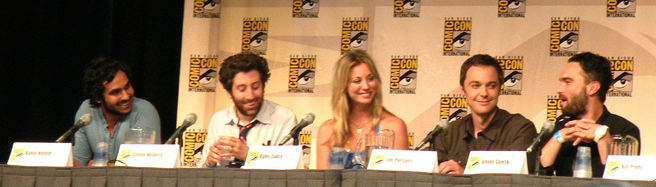
Personagens de The Big Bang Theory na Comic-Con 2009, a esquerda: Kunal Nayyar, Simon Helberg, Kaley Cuoco, Jim Parsons, e Johnny Galecki

A série norte-americana The Big Bang Theory, criada e produzida por Chuck Lorre e Bill Prady, estreou na CBS em 24 de setembro de 2007 e encerrou em 16 de maio de 2019. 
Os protagonistas são os colegas de quarto e físicos Sheldon Cooper e Leonard Hofstadter, que trabalham na Universidade Caltech. Além da dupla de protagonistas, a série apresenta em papéis centrais Penny, uma garçonete e aspirante atriz que mora no apartamento em frente ao de Leonard e Sheldon; Howard Wolowitz, amigo e colega de trabalho da Caltech, é engenheiro aeroespacial; e Rajesh Koothrappali (Raj) que trabalha como astrofísico também na Caltech.
Na 3.ª temporada foi introduzida a microbiologista Bernadette Rostenkowski e a neurocientista Amy Farrah Fowler que mais tarde se tornariam, respectivamente, esposas de Howard (Bernadette) e Sheldon (Amy).
Ao longo da série, vários personagens coadjuvantes ganharam mais espaço na trama, como Leslie Winkle (da 1ª à 3ª temporada). Leslie é uma física experimental e tem relacionamentos ocasionais com Leonard e também com Howard.

## Aparição dos personagens
| Legenda         | Legenda                              |
| --------------- | ------------------------------------ |
|                 | Creditado no elenco principal        |
|                 | Creditado no elenco recorrente       |
|                 | Creditado como participação especial |
| Does not appear | Personagem ausente                   |

| Personagem                       | Intérprete           | Temporadas    | Temporadas    | Temporadas    | Temporadas    | Temporadas    | Temporadas    | Temporadas    | Temporadas    | Temporadas | Temporadas | Temporadas | Temporadas |
| Personagem                       | Intérprete           | 1             | 2             | 3             | 4             | 5             | 6             | 7             | 8             | 9          | 10         | 11         | 12         |
| -------------------------------- | -------------------- | ------------- | ------------- | ------------- | ------------- | ------------- | ------------- | ------------- | ------------- | ---------- | ---------- | ---------- | ---------- |
| Personagens principais           |                      |               |               |               |               |               |               |               |               |            |            |            |            |
| Leonard Hofstadter               | Johnny Galecki       |               |               |               |               |               |               |               |               |            |            |            |            |
| Sheldon Cooper                   | Jim Parsons          |               |               |               |               |               |               |               |               |            |            |            |            |
| Penny Hofstadter                 | Kaley Cuoco          |               |               |               |               |               |               |               |               |            |            |            |            |
| Howard Wolowitz                  | Simon Helberg        |               |               |               |               |               |               |               |               |            |            |            |            |
| Raj Koothrappali                 | Kunal Nayyar         |               |               |               |               |               |               |               |               |            |            |            |            |
| Leslie Winkle                    | Sara Gilbert         |               |               |               |               |               |               |               |               |            |            |            |            |
| Bernadette Rostenkowski-Wolowitz | Melissa Rauch        |               |               |               |               |               |               |               |               |            |            |            |            |
| Amy Farrah Fowler                | Mayim Bialik         |               |               |               |               |               |               |               |               |            |            |            |            |
| Stuart Bloom                     | Kevin Sussman        |               |               |               |               |               |               |               |               |            |            |            |            |
| Emily Sweeney                    | Laura Spencer        |               |               |               |               |               |               |               |               |            |            |            |            |
| Personagens recorrentes          |                      |               |               |               |               |               |               |               |               |            |            |            |            |
| Kurt                             | Brian Patrick Wade   |               |               |               |               |               |               |               |               |            |            |            |            |
| Eric Gablehauser                 | Mark Harelik         |               |               |               |               |               |               |               |               |            |            |            |            |
| Mary Cooper                      | Laurie Metcalf       |               |               |               |               |               |               |               |               |            |            |            |            |
| Mrs. Wolowitz                    | Carol Ann Susi       | (Somente voz) | (Somente voz) | (Somente voz) | (Somente voz) | (Somente voz) | (Somente voz) | (Somente voz) | (Somente voz) |            |            |            |            |
| V.M. Koothrappali                | Brian George         |               |               |               |               |               |               |               |               |            |            |            |            |
| Mrs. Koothrappali                | Alice Amter          |               |               |               |               |               |               |               |               |            |            |            |            |
| Stephanie Barnett                | Sara Rue             |               |               |               |               |               |               |               |               |            |            |            |            |
| Barry Kripke                     | John Ross Bowie      |               |               |               |               |               |               |               |               |            |            |            |            |
| Beverly Hofstadter               | Christine Baranski   |               |               |               |               |               |               |               |               |            |            |            |            |
| Wil Wheaton                      | Wil Wheaton          |               |               |               |               |               |               |               |               |            |            |            |            |
| Zack Johnson                     | Brian Thomas Smith   |               |               |               |               |               |               |               |               |            |            |            |            |
| Priya Koothrappali               | Aarti Mann           |               |               |               |               |               |               |               |               |            |            |            |            |
| Wyatt                            | Keith Carradine      |               |               |               |               |               |               |               |               |            |            |            |            |
| President Siebert                | Joshua Malina        |               |               |               |               |               |               |               |               |            |            |            |            |
| Mike Rostenkowski                | Casey Sander         |               |               |               |               |               |               |               |               |            |            |            |            |
| Alex Jensen                      | Margo Harshman       |               |               |               |               |               |               |               |               |            |            |            |            |
| Janine Davis                     | Regina King          |               |               |               |               |               |               |               |               |            |            |            |            |
| Lucy                             | Kate Micucci         |               |               |               |               |               |               |               |               |            |            |            |            |
| Bert Kibbler                     | Brian Posehn         |               |               |               |               |               |               |               |               |            |            |            |            |
| Arthur Jeffries                  | Bob Newhart          |               |               |               |               |               |               |               |               |            |            |            |            |
| Dave Gibbs                       | Stephen Merchant     |               |               |               |               |               |               |               |               |            |            |            |            |
| Claire                           | Alessandra Torresani |               |               |               |               |               |               |               |               |            |            |            |            |
| Colonel Richard Williams         | Dean Norris          |               |               |               |               |               |               |               |               |            |            |            |            |

## Personagens principais
Os personagens principais são divididos em dois grupos: Os personagens principais originais e aqueles que foram adicionados como principais no decorrer da série.

### Personagens principais originais

#### Leonard Hofstadter

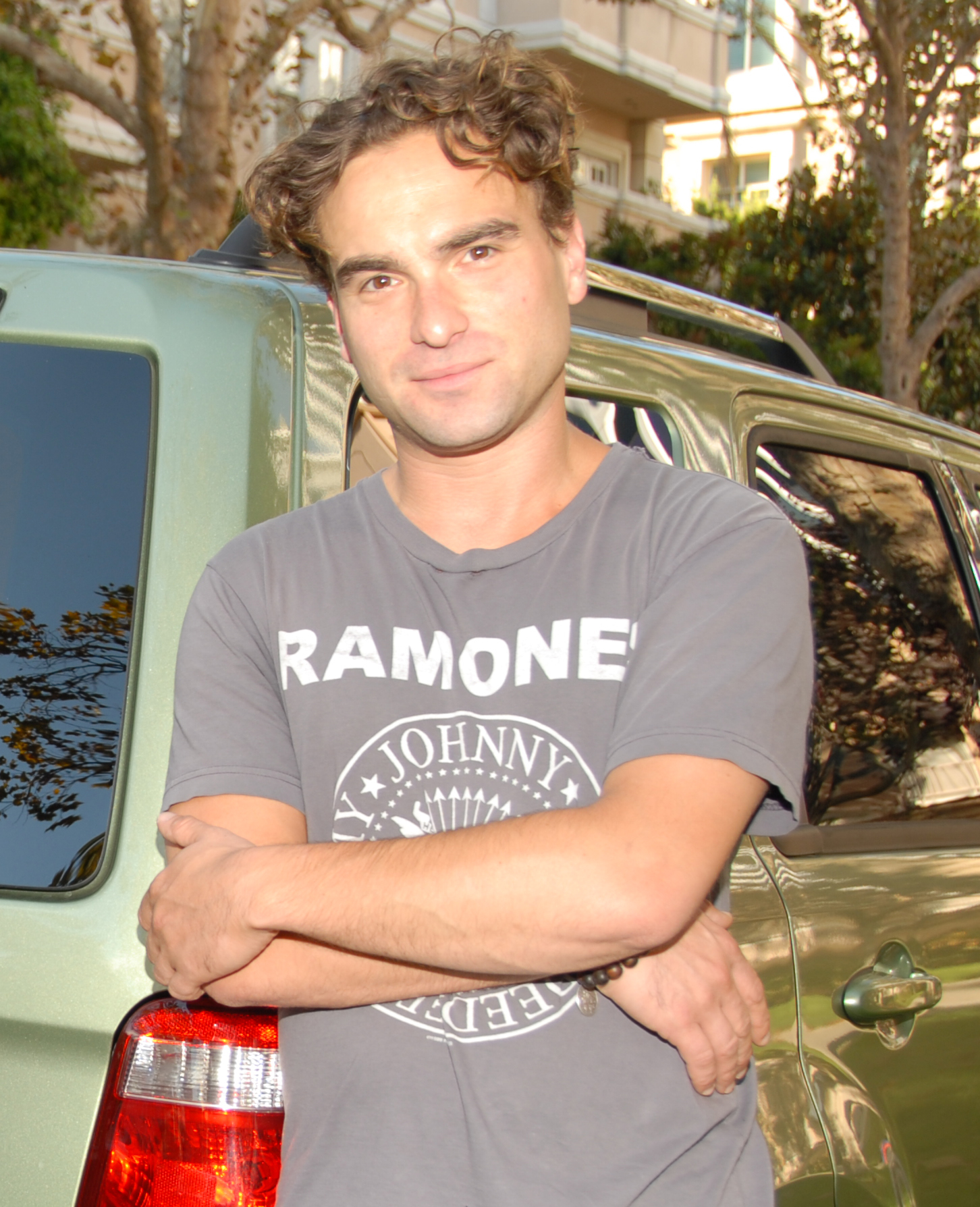
Johnny Galecki, ator que interpreta Leonard

Dr. Leonard Leakey Hofstadter (interpretado por Johnny Galecki) é um físico experimental com QI de 173 que recebeu o seu doutoramento quando tinha 24 anos de idade. Ele divide um apartamento em Pasadena com o seu colega e amigo Dr. Sheldon Cooper. Ao contrário dos seus amigos igualmente nerds, Leonard é interessado na construção de relacionamentos interpessoais e sociais com os outros e é bem sucedido com as mulheres. Os roteiristas da série mantiveram um romance conturbado entre ele e a vizinha Penny desde o episódio piloto, com a sua tensão sexual não resolvida sendo uma força importante para a trama. Leonard se apaixona por Penny a partir da 1ª temporada, apesar de terem terminado brevemente o relacionamento no final da 3ª temporada. Além de Penny, Leonard teve relacionamentos amorosos com a colega de trabalho Dra. Leslie Winkle, a médica Dra. Stephanie Barnett, uma anónima francesa, e uma espiã coreana chamada Joyce Kim.
Depois da sua separação com Penny, Leonard começou um relacionamento com a irmã de Raj, Priya (interpretada por Aarti Mann) na 4ª temporada, e fica implícito que eles tiveram um breve encontro sexual antes do início da série, numa ocasião em que visitou Priya. Os dois tentaram um relacionamento de longa distância logo depois de Priya ter regressado à Índia, mas Leonard finalmente terminou com ela na 5ª temporada, depois dela admitir ter dormido com o seu antigo namorado. No episódio 14 da 5ª temporada Leonard criou um novo método de relacionamento chamado de "O teste de iniciação Beta", quando ele e Penny começaram a namorar de novo.
A família de Leonard inclui outros cientistas talentosos: sua mãe, Dra. Beverly Hofstadter, uma psiquiatra, sua irmã é uma bióloga e seu pai um antropólogo. Além disso seu irmão Michael é um professor de direito da faculdade Harvard. É mencionado no episódio 15 da 2ª temporada ("A Capacitância Maternal") que Leonard é o membro menos bem sucedido de sua família. Ele também é conhecido por ser intolerante à lactose e não poder comer milho, como Sheldon afirma no 1° episódio da 1ª temporada ("piloto"). Leonard também toca violoncelo.

#### Sheldon Cooper

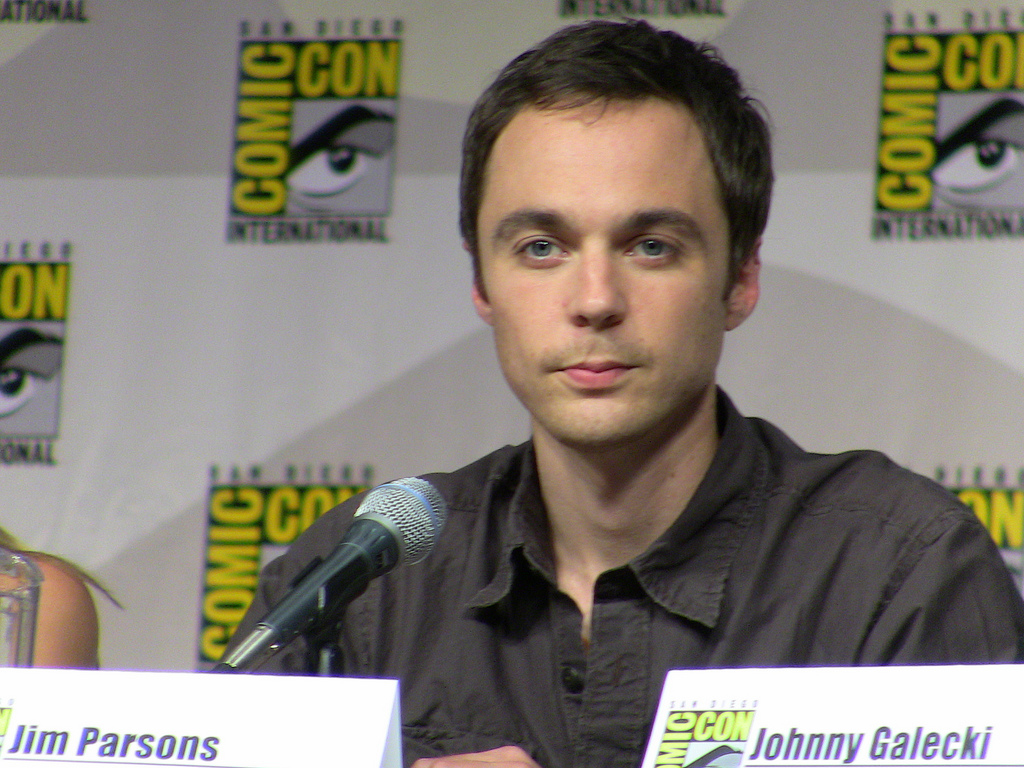
Jim Parsons ator que interpreta Sheldon na Comic-Con 2009

Dr. Sheldon Lee Cooper (Jim Parsons) é um físico teórico, com um Bachelor of Science, Mestre em Ciência, PhD, um ScD e um QI de 187. Nascido em Texas, ele era uma criança superdotada, que começou a faculdade com a idade de 11 anos, e recebeu seu doutoramento aos 16 anos. Ele é frio e calculista e abstém-se de qualquer forma de contato físico possível. Sheldon apresenta uma adesão estrita à rotina, a ponto de expor o seu transtorno obsessivo compulsivo, realizando invariavelmente atividades específicas em determinados dias e horários, tais como lavar a roupa sempre na noite de sábado, às 20:15. Qualquer interrupção nestas atividades causa angústias na sua rotina. Esse transtorno pode ser visto sempre que ele bate nas portas ou outras superfícies, pois sempre segue um padrão de três batidas com um apelo repetido três vezes (exemplo: toc toc toc, Penny! toc toc toc, Penny! toc toc toc, Penny! ). Ele forçou Leonard a assinar um "Acordo de colegas" absurdamente detalhado, e depois assina um "Contrato de Relacionamento" similar com Amy Farrah Fowler. 
Sheldon tem grande dificuldade em identificar sarcasmo e ironia e em mentir, e um tema recorrente na série são os seus esforços para adquirir essas habilidades ou situações nas quais ele tem que lidar com essas questões. Ele também tem enormes dificuldades em guardar um segredo. Ele no entanto gosta ocasionalmente de fazer uma brincadeira, que ele nomeia de "Bazinga!" (uma abelha brasileira recém descoberta foi batizada com o nome de Euglossa Bazinga em homenagem à série). Sheldon tem um grande complexo de superioridade e não faz nenhum esforço para esconder seu desprezo pelo intelecto de outras pessoas, muitas vezes fazendo comentários muito inapropriados. Uma piada comum é a sua incapacidade de dirigir, embora ele tenha recebido uma licença de motorista. Sheldon adora histórias em banda desenhada e ficção científica igual aos seus amigos, mas ele fica a tal ponto obcecado sobre isso que ultrapassa determinados limites. Por exemplo, ele é um fã de Spock (um personagem ficcional da franquia Star Trek), mas sua obsessão faz com que persiga o ator Leonard Nimoy, que interpretou Spock, a ponto do ator pedir uma ordem judicial de restrição contra ele.
Diferentemente de Leonard e Raj, que vêm de famílias intelectuais, Sheldon se destaca de seus próprios parentes. Seu pai, George, cuja morte é anterior à série, foi descrito como um texano que gostava de futebol e beber. Sua mãe, Mary,(interpretada por Laurie Metcalf) é uma cristã evangélica, que não possui a superioridade intelectual de Sheldon (embora ela exiba uma grande compreensão sobre o que o Sheldon diz). Tem também uma irmã gémea, Missy e um irmão, George Jr.  Ambos foram descritos por Mary como sendo "burros como uma sopa". Sheldon conheceu Amy Farrah Fowler no final da 3ª Temporada e começa com ela um relacionamento bastante incomum, que evolui muito lentamente durante a série. Antes disso ele também exibiu algumas afinidades com a mãe igualmente insensível de Leonard, embora a relação entre os dois seja estritamente não-romântica. 
A história de origem do personagem é mostrada com mais detalhes na série spin-off Jovem Sheldon. 

#### Penny Hofstadter

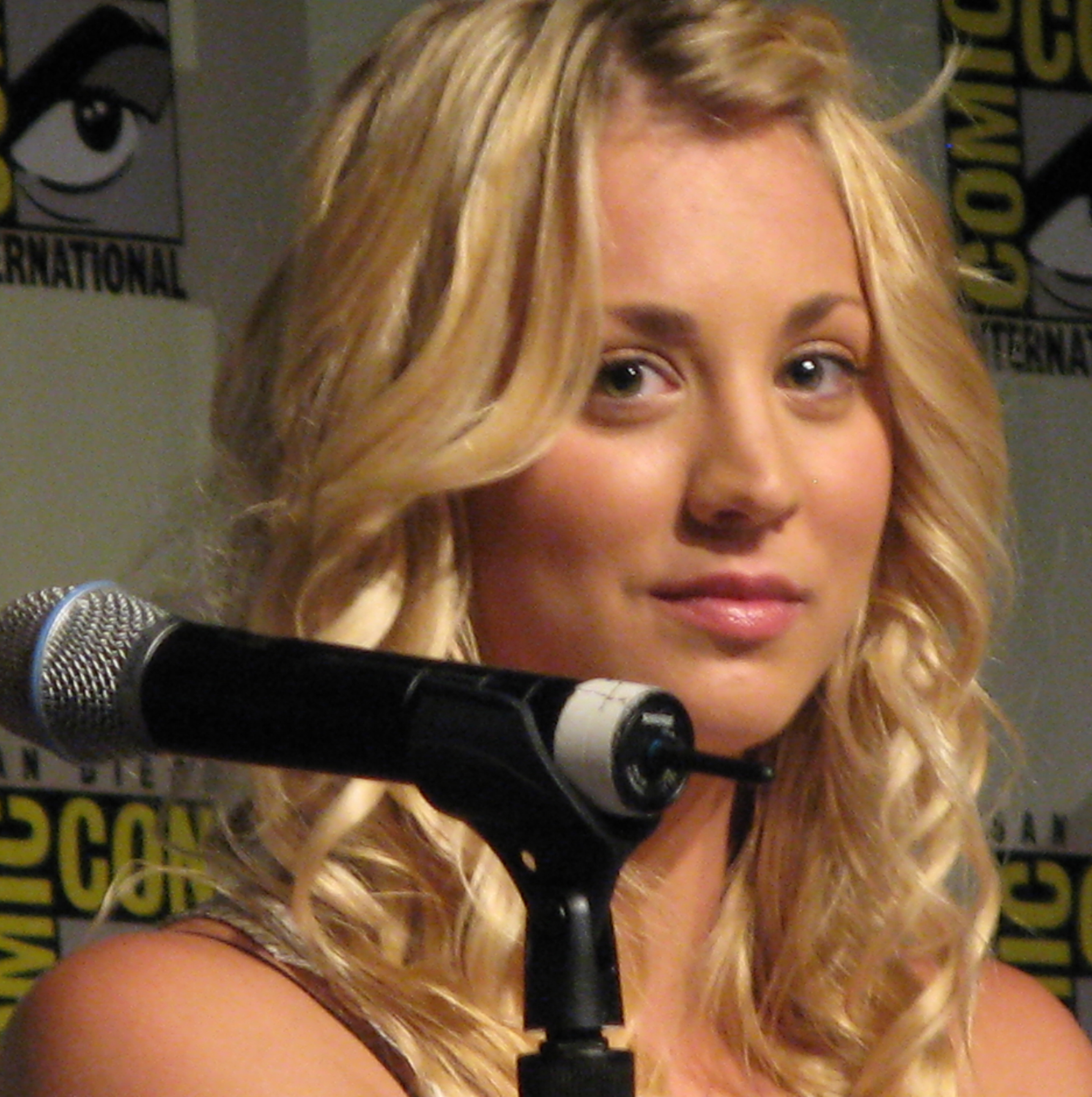
Kaley Cuoco, atriz que interpreta Penny, na Comic-con

Penny Hofstadter (interpretada por Kaley Cuoco), é a vizinha de Leonard e Sheldon. Ela vem de uma pequena cidade nos arredores de Omaha, Nebraska, e trabalha como garçonete e bartender do restaurante Cheesecake Factory. Penny também é uma aspirante a atriz. Sua profissão e habilidades literárias são uma fonte constante de comentários depreciativos de Sheldon, já que ela não terminou a faculdade. Ela namorou vários homens no decorrer da série, incluindo Kurt, Stuart e Zack, mas o seu interesse amoroso recorrente é Leonard. 
Leonard se apaixonou por Penny durante a 1ª temporada, e eles namoraram brevemente no início da 2ª temporada, o que levou a alguma estranheza, pois eles começaram a namorar novamente e eram um casal durante a maior parte da 3ª temporada, mas ela terminou com ele depois de Leonard dizer-lhe que a amava, porém ela não estava pronta para retribuir. Penny e Leonard começaram a namorar novamente e "lentamente" como se fosse um teste beta de software durante a quinta temporada, ainda que ele venha a perturbá-la por impulsivamente pedir-lhe em casamento durante o sexo. 
A partir do 1º episódio da nona temporada Penny é casada com Leonard. Ela tem uma relação tensa com Sheldon, cuja personalidade nerd e obstinada muitas vezes deixa Penny stressada, mas eles são, em última análise, bons amigos, ajudando-se mutuamente em diversas situações. Na quarta temporada Penny também começa a conviver mais com Bernadette e Amy, que frequentemente saem juntas e consolam-se umas às outras. Bernadette e Amy mostraram simultaneamente inveja de Penny e sentem-se ameaçadas pela personalidade mais extrovertida dela. Não se sabe muito sobre a família de Penny, mas é mencionado na série que seu pai, Wyatt (interpretado por Keith Carradine), tratou-a como um menino, sua mãe fumava maconha, enquanto  estava grávida dela, sua irmã disparou contra o marido enquanto eles estavam bêbados e o seu irmão é um viciado em drogas. Penny participou num comercial de hemorroidas, onde ela e mais uma mulher que interpretava sua mãe estavam numa fazenda.

#### Howard Wolowitz

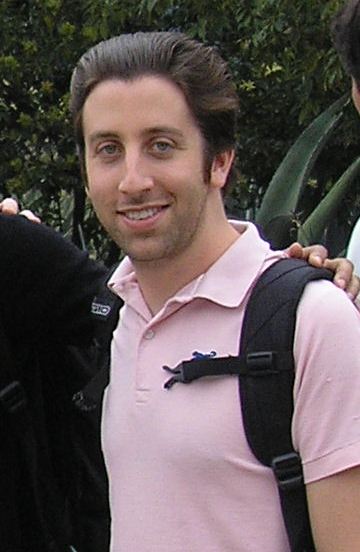
Simon Helberg, ator que tem o papel de Howard em The Big Bang Theory

Howard Joel Wolowitz (interpretado por Simon Helberg) é um engenheiro espacial do Instituto de Tecnologia da Califórnia do departamento de Física Aplicada com mestrado em Engenharia, que muitas vezes está presente no apartamento de Leonard e Sheldon. Ao contrário de Sheldon, Leonard e Raj, Howard não tem doutoramento e, como resultado, constantemente é alvo de piadas, principalmente pelo Sheldon. Ele se defende argumentando que tem um mestrado em engenharia pela MIT e que um equipamento que ele projetou foi lançado para o espaço, ao contrário da obra teórica dos seus amigos. No final da 5ª temporada Howard vai para a Estação Espacial Internacional em Expedição 31. Howard vive em Altadena com a sua mãe superprotetora que o trata como uma criança. Embora às vezes ele expresse irritação com esse tratamento, na maioria das vezes ele parece gostar de ser tratado como tal. Howard e sua mãe participam juntos em muitas das suas rotinas diárias. Um truque recorrente na série é o de que Howard e sua mãe se comunicam entre si a partir de diferentes salas gritando, um hábito que Bernadette também adota em episódios posteriores. Seu pai deixou-o quando ele tinha 11 anos, e Howard fica visivelmente angustiado quando o assunto vem à tona. 
Howard imagina-se um homem forte e confiante quando uma mulher está presente, mas muitas vezes ele apresenta-se como uma pessoa nojenta, embora tenha deixado esse hábito desde que começou a sair com Bernadette. Ele é judeu mas ele não leva muito a sério sua fé, e não guarda os preceitos kosher. Por exemplo, quando o restaurante chinês favorito do grupo aumentou o preço da carne de porco, Howard reclamou dizendo que "está ficando mais difícil ser um mau judeu". No entanto, ele observa o Sabbath e os feriados judaicos. 
No episódio piloto, é mostrado que ele é um poliglota e pode falar inglês, francês, mandarim, russo, árabe e farsi, juntamente com as línguas fictícias, como Klingon e Sindarin. Ele é asmático, alérgico a amendoins, amêndoas e nozes, com tendência a ter aftas e olho-de-rosa, sucumbe a enjoo, tem um incrivelmente alto risco genético de doenças cardíacas, e tem arritmia idiopática transitória. Na 5ª temporada, no episódio 4, é mostrado que ele sabe também a Língua de Sinais Americana. Howard se apaixona por Bernadette Rostenkowski brevemente na 3ª temporada. Depois de algumas dificuldades, eles retomaram seu relacionamento na 4ª temporada, que culminou com o casamento de ambos, no final da 5ª temporada, no telhado do prédio de Leonard e Sheldon, no dia anterior ao que ele vai para o espaço

#### Rajesh Koothrappali

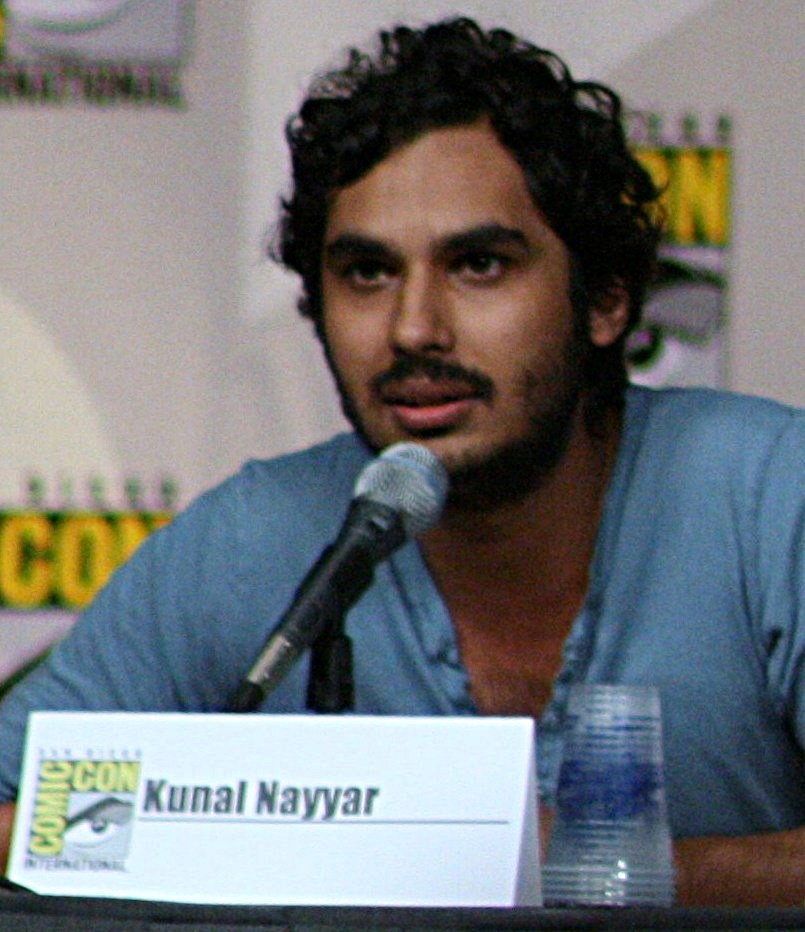
Kunal Nayyar na Comic-con de 2009

Dr. Rajesh Ramayan Koothrappali, ou simplesmente Raj (interpretado por Kunal Nayyar) é o melhor amigo de Howard Wolowitz, é um outro génio do grupo. Ele é originário de Nova Delhi, e trabalha no departamento de Física da Caltech, onde a sua área de especialização é astrofísica. Ele vive num apartamento em Pasadena. Tal como acontece com os seus amigos, ele está envolvido e obcecado com a ficção científica e histórias de banda desenhada em geral, e é geralmente o único a propor várias questões da vida real derivados dessas obras, como as funções das caudas da Na vi no filme Avatar. Ele também é um fã de Harry Potter. Apesar de Raj ter nascido na Índia, ele odeia a Índia, comida indiana e música indiana. No entanto, ele aprecia as canções de ninar indianas que a sua mãe cantava para ele e os catchiness de Hindi. Raj é um Hindu e crê em karma (reencarnação), mas come carne. Raj é extremamente tímido com as mulheres, e sofre de mutismo seletivo, a menos que ele beba bebidas alcoólicas, ou quando ele acredita que tenha bebido álcool. Porém, no último episódio da sexta temporada ele consegue falar sem ter bebido. Quando Penny e Bernadette estão por perto, geralmente Raj sussurra o que ele quer dizer a Howard, que em seguida, repete ou responde ao que Raj diz em voz alta, embora às vezes Howard tenha vontade de o constranger dizendo algo completamente diferente e inadequado. Apesar disso, Raj, por vezes, acabou na cama com mulheres, deixando os outros perplexos. Ao contrário dos seus amigos, Raj tem muitos interesses femininos como a leitura de Archie Comics , Crepúsculo e O Diário de Brigitte Jones. Uma piada recorrente na série, incluindo os seus pais e mãe de Leonard, é a especulação de Raj poder ser gay, devido aos seus interesses femininos e a sua estreita amizade com Howard, com quem tem discussões semelhantes às de um casal. No entanto, Raj sempre afirmou que é heterossexual, porém, metrossexual. Ele secretamente escreveu poemas de amor sobre Bernadette. Raj vem de uma família muito rica na Índia, e muitas vezes se comunica com seus pais, Dr. e Sra. Koothrappali, via Webcam. Ele tem uma irmã mais nova, Priya. Depois de fazer um discurso corajoso por não ter vergonha de não ter um relacionamento amoroso, Raj começou a ver uma menina muito tímida e doce chamada Lucy. Ela tem muitas coisas em comum com Raj, incluindo o medo de estar em grandes multidões de pessoas. Porém, no último episódio da sexta temporada, eles se separam.
Depois de algum tempo, Raj conhece Emily - que aparecera alguns episódios antes, quando o mesmo entrou num site de encontros, porem pediu a Amy para falar por ele, afastando assim a rapariga - e começa a namorar com ela. No mesmo episódio em que Penny e Leonard anunciam o seu noivado, Raj revela que tivera relações sexuais com Emily.
Durante a oitava temporada, Raj considera acabar com Emily, acabando por não o fazer.

### Personagens adicionados como principais
Os seguintes personagens foram promovidos a personagens principais desde a 2ª temporada: Stuart Bloom só é creditado nos episódios em que aparece. Bernadette e Amy Farrah Fowler foram promovidas ao status de personagem principal na 4ª temporada, e as suas imagens foram incluídas na sequência do título principal no primeiro episódio da 6ª temporada.

#### Bernadette Maryann Rostenkowski-Wolowitz
Ficheiro:Melissa Rauch at PaleyFest 2013 (edited).jpg
Melissa Rauch, atriz que interpreta Bernadette
Dra. Bernadette Rostenkowski-Wolowitz
 (depois de casar-se com Howard, foi adicionado no seu nome, Wolowitz). Interpretada por Melissa Rauch: (apareceu em 64 episódios no total, 59 creditados como elenco principal) era originalmente uma empregada de mesa e colega de trabalho de Penny no Cheesecake Factory, que paga a pós-graduação em microbiologia. Uma piada recorrente na série é a referência a Bernadette manipular as amostras biológicas infecciosas antes de preparar alimentos ou fazer contato físico com as pessoas, o que eventualmente resulta pois ela e a sua equipa de pesquisa passarem a véspera de Ano Novo de 2010 em quarentena. Ela é de origem polaca e Católica. E devido à educação, ela não pode mentir muito bem, porque, segundo ela, o "tipo de grito que fora de você na escola católica", e é frequentemente vista usando um colar de cruz. Bernadette é apresentada por Penny depois que Howard invocou o "Pacto Girlfriend". No primeiro encontro, ela e Howard não se deram bem, porque eles não pareciam ter nada em comum. Quando eles descobrem que ambos têm mães arrogantes, sentem uma conexão. Posteriormente, Howard percebe Bernadette e apresenta uma oportunidade real de desenvolver uma relação duradoura e, de uma forma impulsiva, ele propõe-lhe  casamento. Embora Bernadette rejeite a proposta, eles continuam a ser um casal por algum tempo depois de Howard cantar-lhe uma canção com sentimento no Cheesecake Factory, o que Penny achou bastante embaraçoso, mas Bernadette achou romântico. Eventualmente eles terminam a relação quando ela descobre Howard usando o seu avatar a ter relações sexuais com outro personagem on-line em World of Warcraft. Bernadette e Howard reconciliam-se e retomam o seu relacionamento, em última análise, culminando com o seu envolvimento na temporada 4, episódio, "The Herb Garden Germination". Em "The Roommate Transmogrification", ela finalmente obtém o seu doutoramento e posteriormente é contratada por uma empresa farmacêutica que promete-lhe "um monte de dinheiro". Isso faz com que Howard tenha ciúmes, especialmente depois que o resto dos seus amigos provocam-no sobre sua falta de um doutoramento. Isto eventualmente leva a que tenham um discussão, depois de que ela adquire um relógio Rolex para Howard, que ele interpreta como sendo o "esfregar na cara" o fato de que agora ela ganha mais do que ele. Howard mais tarde descobre que Raj tem uma fantasia sobre Bernadette e que escreve poemas de amor com ela. Bernadette quase termina com Howard depois de o ouvir falar sobre as suas anteriores e desconhecidas escapadelas sexuais durante a sua despedida de solteiro do episódio "A convergência de veado". Howard e Bernadette são casados (por todo o elenco principal) no telhado do apartamento um dia antes dele ter que ir para o espaço. Durante a sexta temporada os recém-casados têm alguns precalços, incluindo Howard reajustar-se para estar de volta à terra, saindo da casa de sua mãe e novamente quando ele gasta muito nas sua coleções de passatempo

#### Amy Farrah Fowler

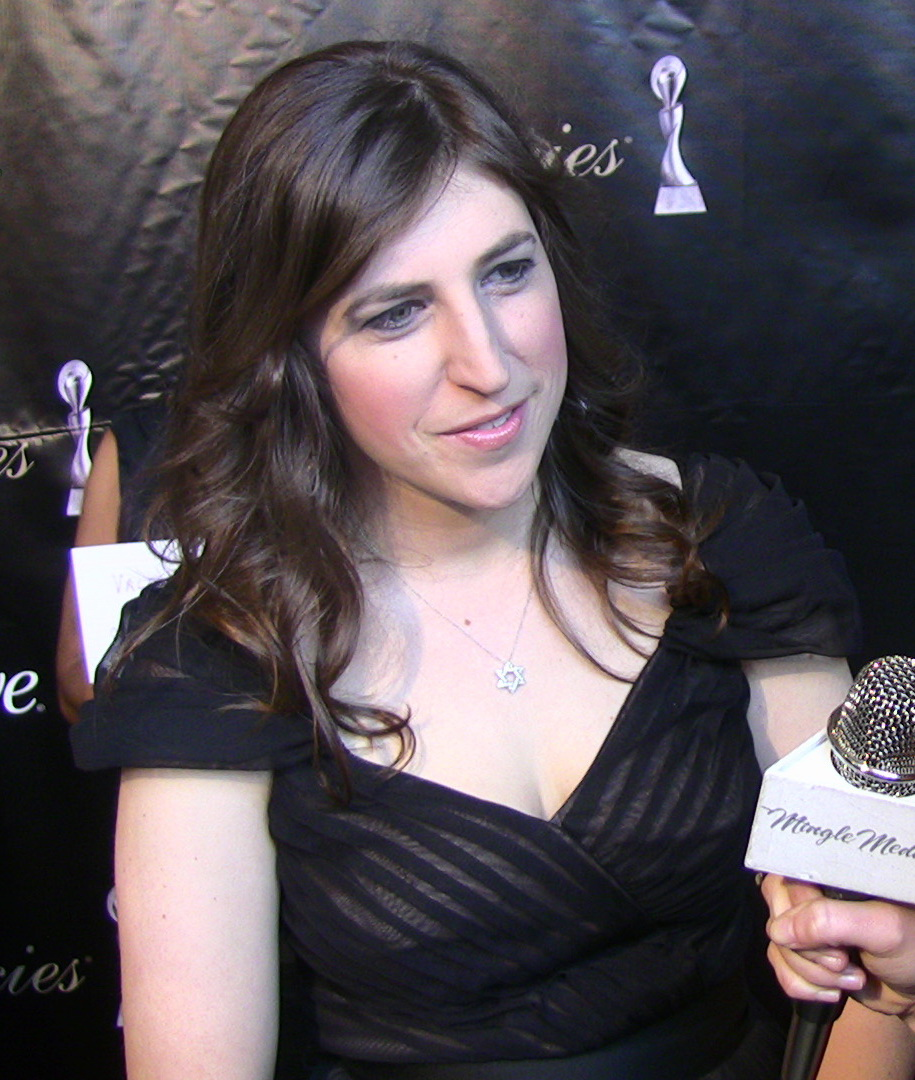
Mayim Bialik, interpretadora de Amy no Gracie Awards

Dra. Amy Farrah Fowler (interpretada pela Mayim Bialik) (apareceu em 69 episódios no total, 55 creditados como elenco principal) é uma neurocientista e namora com Sheldon na série. Ela tem um Ph.D. em neurobiologia, com um foco de investigação sobre o vício em primatas e invertebrados, ocasionalmente menciona tais experiências como a obtenção de um macaco-prego viciado em cigarros. Raj e Howard conheceram Amy através de um site de relacionamentos após a criação secretamente de uma conta usando o nome e as informações de Sheldon. O site cria uma correspondência entre ela e Sheldon, e os dois compartilham muitas características semelhantes. Desde que ela e Sheldon se encontram, ela torna-se, como Sheldon diz, uma rapariga que é sua amiga, mas não a sua "namorada". Eles acabaram brevemente a sua amizade quando eles entraram numa discussão sobre cujo campo de estudo é superior. Os dois se comunicaram inicialmente online e via Webcam, mas com o incentivo do grupo, ela começa a sair com a turma em pessoa. Na quinta temporada, depois de Amy sair num encontro com o proprietário Stuart, Sheldon decidiu solidificar o seu relacionamento com ela como namorada através de 31 páginas num "Contrato de Relacionamento". Mas não se engane, ela está louca para ter coito com Sheldon. Amy começou uma campanha em "A aceleração de lançamento" para aumentar os sentimentos de Sheldon por ela, tornando-se mais envolvida com os seus interesses, tais como jogos de vídeo e de Star Trek, e tratá-lo como a sua mãe fazia. Durante a cerimónia de casamento de Howard e Bernadette, Amy se decepciona quando Sheldon diz que ele espera que os dois sejam tão felizes juntos, como ele está sozinho. Mais tarde, como Howard é lançado para o espaço, Amy é surpreendida quando Sheldon espontaneamente agarra a sua mão. Apesar dos seus melhores esforços, no entanto, ele resiste repetidamente a todas as suas tentativas de convencê-lo a se envolver intimamente, já que eles estão segurando as mãos regularmente com a insistência de Amy no início da 6ª temporada. A meio da temporada quando Sheldon foi cuidar dela pois tinha gripe, Sheldon tem alguns pontos de vista íntimos de Amy a empurrá-lo ainda mais em direção a uma relação normal com ela. Amy tentou mover-se no seu apartamento quando Leonard estava ocupado temporariamente. Depois de ser estimulado por Barry Kripke sobre a sua namorada, ela mentiu sobre eles estarem tendo relações sexuais, embora admitisse a Penny que pode realmente acontecer entre ele e Amy e mais tarde admitiu que a Amy enquanto também se engajam em Dungeons and Dragons. Ao mesmo tempo, enquanto que no início ela era ambivalente e muitas vezes condescendente para com Penny e Bernadette, mais tarde ela passa mais tempo com elas, mesmo à custa do seu tempo com Sheldon. Mais recentemente, ela derramou a sua estridente personalidade distante para um ser mais feminino e social. Ela também é conhecida pela sua amizade com Penny, num ponto referindo-se a ela como "melhor amiga", e, noutra ocasião, admitindo que toda a sua vida social gira em torno dela. Penny gosta de Amy, vive fazendo um esforço para salvar a sua amizade depois que ela acidentalmente numa ocasião feriu os seus sentimentos, para seu espanto. No entanto, Amy muitas vezes não consegue entender o conceito de "Conversa de menina", por falar de higiene feminina e anatomia quando estão na sua presença. Além disso, Amy muitas vezes demonstra uma paixão na sua direção. Ela faz comentários impróprios sobre o corpo de Penny. No episódio 8 da quinta temporada, ela mostra um entusiasmo perturbador no capricho nupcial de Bernadette que deve consistir nas damas de honra nuas lavarem-se mutuamente, e ela propõe que a festa de despedida consista num alojamento do suor do nativo americano e mulheres dançando em torno de pintar símbolos de fertilidade no corpo nu da noiva. Seu lado mais arrogante é mostrado em "A extrapolação Virilha puxado", onde ela está convencida de que Leonard está caído por ela depois que ele acompanha-a até ao casamento de um amigo e lhe dá um beijo no rosto, mesmo ele não tendo esses sentimentos. Em "O Fator de Benfeitor", é revelado que ela está tecnicamente comprometida com o príncipe Faisal da Arábia Saudita, que reside em Riad, que é a fonte de grande parte do financiamento de seu laboratório. Amy também pode tocar harpa.

#### Stuart Bloom
Stuart Bloom (interpretado por Kevin Sussman) (apareceu em 23 episódios no total, sete creditados como elenco principal), Stuart é dono de uma loja de banda desenhada. Ele é um artista talentoso que participou da Rhode Island School of Design. Durante a primeira aparição de Stuart, o Leonard e os seus amigos levaram Penny até à loja de Stuart e ele conseguiu pedir à Penny um encontro. Stuart foi arrastado por Sheldon para discutir histórias em banda desenhada, deixando Penny entediada Num segundo encontro com Penny, Stuart pediu conselhos ao Leonard, mas sentindo-se ameaçado, Leonard finalmente lhe deu um mau conselho. No começo do encontro foi muito bom até ao momento em que Penny, que estava ficando romântica com Stuart, involuntariamente chamá-lo de "Leonard", deixando-o arrasado. Stuart foi o parceiro de Wil Wheaton num torneio de jogo de mesa em que derrotou a equipe de Raj e Sheldon. Stuart criou uma história em banda desenhada, pois ele possui um conhecimento quase enciclopédico de histórias em banda desenhada e super-heróis. Na 4ª temporada no episódio "A Derivação Toast", ele menciona que está com problemas financeiros e que a sua loja agora também é sua casa. Em "A Liga da Justiça Recombinação", ele afirma que ele trabalha 70 horas e ganha uma média de US$ 1,65 por hora junto com as despesas, por isso a sua renda por semana seria US$ 115,50. Na despedida de solteiro de Howard durante o episódio "The Stag Convergence", Stuart brinda e diz a Howard o quanto sortudo ele é pela própria existência de Stuart. Na 6ª Temporada no episódio "A Expedição Bakersfield," Penny pede a Stuart conselhos sobre banda desenhada, e ele mal-humorado responde: "Não possuo uma loja de conselhos mas sim uma loja de livros de banda desenhada".
Durante "A flutuação dissociação" (quando Howard vai para o espaço), Stuart torna-se amigo íntimo de Raj e começa a sair com o grupo como um substituto de Howard enquanto está no espaço. Antes de aceitar isso, Sheldon questiona Stuart sobre o quando ele foi para a escola (Stuart tem grau académico na faculdade de arte). Sheldon permite a Stuart estar no grupo, chamando-o de "falso-Wolowitz" e comparando a sua escolha de carreira na arte com a de Howard dizendo que é "igualmente ridículo." Quando Howard retorna do espaço Sheldon quer demitir Stuart do grupo, mas isso não acontece.

## Personagens secundários
Esses personagens aparecem em alguns episódios. A lista é ordenada por ordem alfabética.

### Alex Jensen
Alex Jensen (interpretada por Margo Harshman), é uma estudante atraente, que tem pós-graduação na Caltech contratada por Sheldon para rever a sua infância e os cadernos do ensino fundamental para ser o vencedor do Prémio Nobel de pesquisa. Amy fica primeiro com ciúmes, até que vê que Alex está flertando com Leonard, e não com o Sheldon. Mais tarde, quando Leonard admite o seu ciúme em relação a Penny e um homem inglês fazendo um trabalho de classe juntos na Faculdade Comunitária. Alex tenta flertar com Leonard durante a conversa, e, mais tarde, por mensagem de texto. No entanto, Leonard parece completamente alheio ao seu interesse.
Num episódio posterior naquela temporada, Leonard finalmente percebe que Alex está interessada nele. Embora proclamando sua lealdade eterna à Penny, Leonard sente-se lisonjeado pelo interesse de Alex, a ponto de vertigem. Este tipo de atenção que, ocasionalmente deixou-o em apuros. Por exemplo, no episódio intitulado "The Egg Salad", depois que Sheldon descobriu que Alex deu em cima de Leonard, disse para a Penny, Amy e Bernadette conversarem sobre Alex e Leonard, o que acabou irritando Penny porque Leonard estava sendo cortejado por Alex. Sheldon posteriormente lecionou Alex, fazendo uso de piadas do seu falecido pai, um tanto ofensivas comparando mulheres a ums sanduíche de salada de ovo. Isso só resultou em Alex se sentir ofendida durante a conversa e fazer uma queixa a Leonard.

### Barry Kripke
Barry Kripke, (interpretado por John Ross Bowie) é um desagradável colega de trabalho de Leonard e Sheldon, que trabalha em física de plasma, Kripke tem um caso de Lambdacismo onde ele pronuncia as letras  "R" e  "L" como  "W" da mesma forma que Hortelino Troca-Letras de Looney Tunes. Em sua primeira aparição, ele opôs um robô que ele tinha criado, contra o robô dos homens numa não-oficial luta de robôs. Noutro episódio, Sheldon tentou fazer amizade com Kripke, a fim de obter acesso a uma pesquisa, mas acabou por ser inútil, como Kripke não tinha controle do computador como Sheldon tinha pensado. Kripke continuou o seu antagonismo com Sheldon, quando ele fez uma brincadeira com Sheldon, quando este era um convidado numa "sexta-feira de ciência".  Sheldon tentou fazer amizade com Kripke outra vez, quando ele estava se sentindo abandonado pelos seus amigos, mas Barry conectou mais com os outros em novo grupo proposto por Sheldon. Kripke compra um iPhone com a tecnologia de reconhecimento de voz, mas devido ao seu rotacismo, o dispositivo é incapaz de compreender suas palavras. Na 5ª temporada no episódio "The Disintegration Rothman", Kripke e Sheldon batalham sobre o escritório de um professor. Na despedida de solteiro de Howard, Kripke brinda com os seus amigos e queixa-se que não havia strippers na festa. Na 6ª Temporada, Kripke e Sheldon são forçados a trabalhar juntos numa proposta que envolve os reatores de fusão, que envolve a troca de trabalho. Sheldon fica chocado ao descobrir que o trabalho de Kripke é mais avançado do que o seu, e ele chorando admite tudo a Amy. Kripke assume que Sheldon está num relacionamento sexual com Amy, assim, a sua qualidade de trabalho tem vindo a diminuir, como resultado, e Sheldon não nega. Kripke provavelmente tem um doutoramento.

### Dr. Beverly Hofstadter
Dr. Beverly Hofstadter (interpretada por Christine Baranski) é a mãe excessivamente fria de Leonard. Beverly é uma neurocientista, bem como uma psiquiatra. Com seus neuroticos rigorosos padrões de fala, falta de convenções sociais, e atenção aos detalhes, ela é o equivalente feminino do Sheldon. Os dois compartilham uma atração não-romântica estranha para si, o que culmina com ela a beijá-lo depois de ficar bêbada. Apesar de ainda estar casada com o pai de Leonard, ela revelou que os dois "estão se divorciando". Ela diagnostica o Raj e fala o porquê dele não conseguir falar com mulheres (mutismo seletivo), falando que Raj e Howard são homossexuais. Beverly menciona que o irmão e a irmã de Leonard são mais bem sucedidos em suas respectivas áreas do que ele. Ironicamente, como exibido no episódio "A congruência Maternal", Beverly é mais íntima com Sheldon do que com o seu próprio filho. Em 2009 e 2010, Baranski foi nomeado Emmy Award para para Melhor Atriz Convidada em Série de Comédia. Ela retorna num episódio da 5ª temporada via Skype.

### Dr. Eric Gablehauser
Dr. Eric Gablehauser (interpretado por Marcos Harelik) é o chefe do Departamento de Física. Dr. Gablehauser é o chefe do grupo na universidade. Na sua primeira aparição, ele demitiu Sheldon depois dele ter insultado a sua inteligência. Eventualmente, Sheldon foi recontratado porque Gablehauser tornou-se romanticamente interessado em Mary Cooper, mãe de Sheldon. Gablehauser refere-se a Sheldon, Leonard e Rajesh como "doutor", mas Howard como "senhor", porque ele não tem um PhD (mas tem um Mestrado, e segundo ele "Quem não tem?"). Dr. Gablehauser também foi responsável pela introdução de Dennis Kim na universidade.

### Dr. & Sra. Koothrappali
Dr. Koothrappali (Brian George) e Sra. Koothrappali (Alice Amter) são os pais de Raj que moram na Índia, eles se comunicam com seu filho através de vídeo chat e constantemente tentam arranjar-lhe casamento. Eles querem que o filho se case com uma mulher indiana, e lhes dêem um neto Sra. Koothrappali é uma mãe muito preocupada com o seu filho, apesar de Raj ser velho o suficiente para se virar sozinho. Embora em muitos episódios Raj menciona que ele cresceu na pobreza, seus amigos falam ao contrário, apontando que o Dr. Koothrappali é um ginecologista rico Além de Raj, eles também mantêm contato com Priya Koothrappali via chat de vídeo sempre que ela está fora da Índia. Eles também tinham um pouco de raiva de Leonard quando se tornou evidente que ele estava namorando Priya sem o seu conhecimento. De acordo com o Sheldon, eles são ricos.

### Leslie Winkle
Dra. Leslie Winkle (interpretada por Sara Gilbert) (apareceu em oito episódios no total, quatro creditados como elenco principal) é uma física experimental, que trabalha no mesmo laboratório do Leonard. Na aparência, ela é essencialmente contra-parte feminina de Leonard, equipado com um quadro preto, óculos e um casaco. Ela é uma das arqui-inimigas do Sheldon, devido às suas teorias científicas conflituosas. Embora ambos considerem mutuamente o outro ser intelectualmente inferior, Leslie é muito mais espirituosa do que Sheldon. E regularmente, chamando-o de "bundão" e superando-o. Leslie teve sexo casual com Leonard e depois com Howard. A última aparição de Leslie foi no final da 3ª temporada, quando Leonard, perturbado depois de Penny, ter terminado com ele, tinha ficado bêbado e pediu para para fazer sexo casual com Leslie. Ela respondeu: "Deixe-me pensar sobre isso", antes de lhe fechar a porta.

### Lucy
Lucy (Kate Micucci) é a mulher que aparece na festa da loja de banda desenhada no dia dos namorados, sem ter um par. Ela e Raj encontram-se e, posteriormente, começam a namorar. Ela tem problemas de ansiedade social, que permite que ela e Raj se conectem. No seu encontro, ela lê as mensagens de texto de Raj e no final, ela se oferece para beijá-lo, mas não deu no último segundo. No final da sexta temporada, Raj e Lucy começa a se aproximar e Raj tenta apresentá-la aos seus amigos. Lucy sentese muito pressionada e termina com Raj por e-mail no final do episódio.
Na sétima temporada, ela aparece no oitavo episódio e encontra-se com Raj pois Penny disse-lhe que ele estava sofrendo por ela ter terminado com ele através e-mail quando ela queria explicar-se a ele.

### Mary Cooper

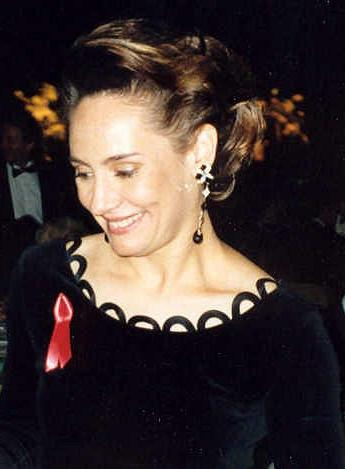
Laurie Metcalf, atriz que interpreta Mary Cooper

Mary Cooper (Laurie Metcalf) é uma cristã do Texas, mãe de Sheldon. Mary tem outros dois filhos além de Sheldon. Missy, sua irmã gémea, e o seu irmão George. Ela apareceu no quarto episódio da primeira temporada, na estreia da terceira temporada, o terceiro episódio da quarta temporada, e o sexto episódio da quinta temporada. Mary não é intelectual como Sheldon, porém é muito sábia, mas é propensa a fazer comentários politicamente incorretos, por exemplo, referindo-se a "cartas de Kung Fu" quando Leonard a leva a um restaurante de sushi, ou dizendo que "eu pensei que eram nossos índios que tiveram o problema com a bebida ocasional", quando vê Raj bêbado. Ela parece ser uma extremamente boa mãe e é a única pessoa capaz de controlar e acalmar Sheldon com facilidade. Leonard descreveu Mary como a "Kryptonita" de Sheldon (referindo-se ao Super Man). Quando Penny e Sheldon estavam cansados, Penny pediu ajuda de Mary, que posteriormente repreendeu as ações de Sheldon. Leonard deseja que sua mãe seja tão amorosa como a mãe de Sheldon, embora o próprio Sheldon diga o contrário. É mencionado uma vez, por Sheldon, que Mary uma vez bateu-lhe com uma Bíblia, porque ele se recusou a comer as suas couves de Bruxelas. Ela aparentemente percebeu que algo estava errado com o seu filho enquanto ele estava crescendo. E por este motivo, ela levou Sheldon a um médico e testou-o. Porém não havia nada de errado com ele. Por isso, muitas vezes quando alguém o chama de louco, ele diz: "Eu não sou louco, minha mãe me testou!". Embora Mary Cooper desejasse ter levado Sheldon mais vezes para Houston, para fazer mais testes.

### Priya Koothrappali
Priya Koothrappali (Aarti Mann) é a irmã de Raj, introduzida na quarta temporada. Ela é formada na Universidade de Cambridge, ela é uma das melhores advogadas numa empresa de automóveis da Índia. É divulgado após sua primeira aparição em "The Irish Pub Formulation" que ela e Leonard tiveram um relacionamento de cinco anos antes (sem seus pais saberem e sem a aprovação de Raj), quando ela estava na cidade, e que Leonard investiu mais no relacionamento do que ela. Leonard até se ofereceu para mudar para Delhi para estar com ela. Ele tenta manter sua relação em segredo para os seus amigos, mas Sheldon descobre no  seu apartamento. Leonard finalmente revela para o resto dos seus amigos que ele tinha passado a noite com Priya, como ele é incapaz de arcar com as consequências de manter o segredo. Priya regressa para Los Angeles, e ela e Leonard decidem tentar ter um relacionamento real, sobre a não aprovação de Raj. Isso perturba Raj ao saber que sua irmã está tendo relações sexuais com um de seus melhores amigos (às vezes na cama do Raj). Priya logo fica com ciúmes de Penny, e Leonard pede para parar de gastar tempo com ela. Priya não assina o acordo de colega de quarto de Sheldon, falando que é bom negar o poder sobre Sheldon. Mas ele elabora um novo acordo e chantagei Leonard para assiná-lo. Sheldon então ameaça contar para os pais de Priya que ela está namorando Leonard, o que ela não pode suportar, porque os pais dela querem que ela se case, possivelmente, com um indiano ou um "bom rapaz judeu como Howard." No final da quarta temporada, é revelado que ela está indo de volta para a Índia e não disse a Leonard, que interpreta como sendo o fim de seu relacionamento e faz com que ele exponha o seu relacionamento secreto para os seus pais. Durante a 5ª temporada, eles permanecem em contato via webcam, com um cyber-jantar. Por sugestão de Howard, Leonard e Priya também tentaram simular sexo via webcam, mas quando chegou a hora dela retirar a roupa, o écran do Leonard parou por causa de exceder a banda larga. Leonard depois conseguiu placas de sinalização para ajudar a si mesmo com um discurso de sedução para Priya, mas ao entregar a ela, ele inadvertidamente revelou a seus pais que eles estavam no mesmo quarto que ela, quando ele chamou, com eles amargamente pedindo para ele continuar com o discurso. Depois Leonard diz Priya sobre sua atração por um livro de banda desenhada chamado Alice, Priya admite que recentemente está dormindo com o seu ex-namorado, o que visivelmente perturba Leonard. Ela afirma que não é uma competição, a que ele responde que é ela quem ganhou. Então ele desliga o laptop. No próximo episódio, Leonard se refere a si mesmo como "single", indicando que ele e Priya se separaram, como resultado da sua última conversa.

### Wil Wheaton

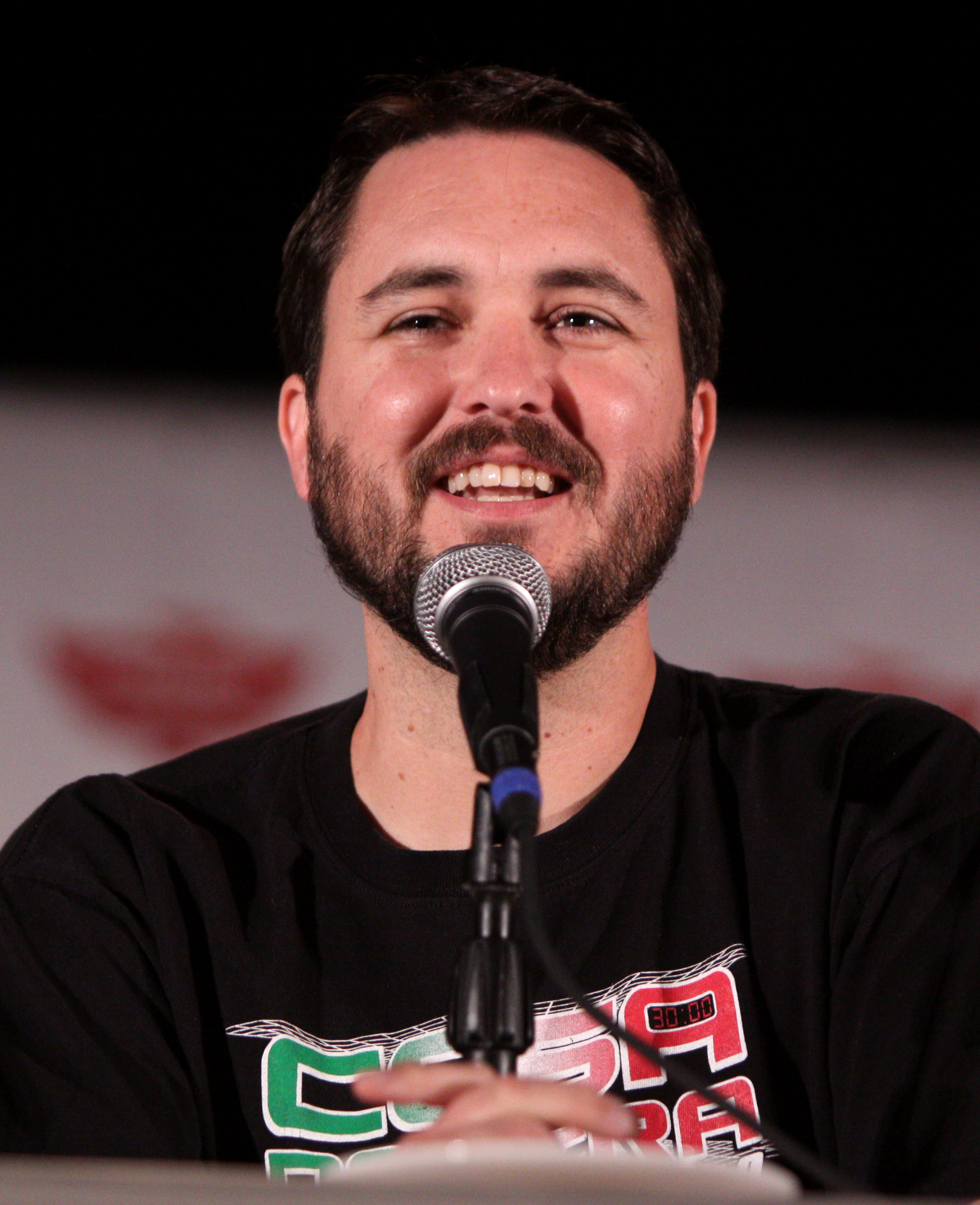
Wil Wheaton, ator que interpreta ele mesmo na série The Big Bang Theory

Wil Wheaton (retratando uma versão fictícia de si mesmo). Na terceira temporada no episódio "The Creepy Candy Coating Corollary", Sheldon entra num torneio de jogo de cartas do Mystic Warlords of Ka'ah para enfrentar Wil Wheaton como vingança por um incidente que ocorreu em 1995, quando ficou devastado por Wheaton (de quem era fã pelo papel de Wesley Crusher em Star Trek: The Next Generation ) não ter comparecido a uma convenção. Sheldon enfrentara uma viagem de ônibus de 10 horas para comparecer em que teve que violar duas vezes sua regra pessoal de "não se aliviar em um veículo em movimento" e isto o deixou furioso com o ator. No final do episódio, Sheldon está prestes a derrotar seu rival, mas Wheaton explica que a razão da sua ausência foi porque sua avó havia morrido. Comovido, Sheldon desiste de ganhar, mas depois Wheaton revela que mentiu sobre sua avó para que pudesse ganhar o jogo. Wil Wheaton faz uma segunda aparição no episódio "A recorrência Wheaton", onde ele usa psicologia inversa novamente para Penny romper o relacionamento dela com o Leonard, para ganhar uma partida de boliche contra os personagens principais. Na quarta temporada, Wheaton aparece em uma sessão de Raiders of the Lost Ark, na qual usa sua fama para ir para a frente de uma longa fila e provoca Sheldon, que o chama de "Jar Jar Binks de Star Trek". Wheaton e suas companhias impedem Sheldon e seus amigos de entrarem no cinema ocupando os últimos lugares. Sheldon então rouba as cópias do filme e Wheaton, à frente de uma multidão raivosa, corre atrás dele e dos amigos. Na quinta temporada, Wheaton parece estar genuinamente arrependido por suas ações passadas, e dá de presente à Sheldon um boneco de ação dele assinado Wesley Crusher, como uma forma de agradecimento a Sheldon por ser um fã. Seu gesto faz que seja retirado do status de "inimigo mortal" de Sheldon, que ainda retribui com um abraço. Junto com LeVar Burton, Leonard Nimoy, Brent Spiner e George Takei, Wheaton faz da franquia Star Trek a mais representativa do show, com frequentes participações. Na despedida de solteiro de Howard durante a 5ª temporada, Wil grava um vídeo e o transfere para a Internet, deixando Howard e Raj em apuros com Bernadette, demonstrando que não perdera todas as suas características "más". Na sexta temporada, Wheaton aparece em um episódio sobre o tema Star Trek na webseries de Sheldon Diversão com Bandeiras, e insulta a namorada dele, Amy, que era a diretora.

### Sra. Wolowitz
Deborah Wolowitz (dublada por Carol Ann Susi) é a mãe judia e arrogante de Howard. Ela nunca foi mostrada, com exceção do episódio 126 onde seu corpo, mas não o rosto, é mostrado. A voz profunda de Sra. Wolowitz é ouvida apenas em cenas em que ela está em sua casa, que ela divide com Howard. Ela conversa com Howard sempre gritando com ele de um outro quarto, o que resulta em conversas difíceis com Howard gritando de volta para ela. Em um episódio inicial, quando os os amigos de Howard ouviram a sua mãe gritando com uma voz masculina, perguntaram à Howard se ela (neste caso, ele) era seu pai, ele respondeu: "Se crescer mais cabelo no rosto dela, sim.", insinuando que ela sofre de crescimento de pelos faciais. Ela também é descrita como sendo extremamente obesa, e usando uma peruca e sobrancelhas pintadas.
Sra. Wolowitz parece ser alheia sobre o trabalho de Howard como um engenheiro, e ela trata-o como se ele ainda é uma criança. Ela frequentemente se refere a Leonard, Sheldon e Raj como "amiguinhos" de Howard (como em "Eu fiz alguns biscoitos e ponche havaiano para você e seus amiguinhos!") E, muitas vezes refere-se a Faculdade Caltech como uma "escola". Howard muitas vezes faz referências à sua mãe como sendo uma "velha louca", mas no fundo, ele está profundamente ligado a sua mãe e muito feliz de ser tratado como uma criança. No entanto, em um episódio, Howard tentou sair depois de uma briga com sua mãe, mas não tinha ilusões graves que ela estava tentando forçá-lo a ficar, quando na realidade, ela estava pedindo-lhe para sair, então ele ficou. No penúltimo episódio da 4ª temporada, ela quer "brincar de médico" com Raj quando ele pede para dormir. Quando Howard revelou que ele propôs a Bernadette em casamento e ela aceitou, ela entrou em colapso, fazendo Howard entrar em pânico (e deslocar seu ombro tentando arrombar a porta do banheiro para ajudá-la), e o momento leva a crer que ela pode não ter gostado e Bernadette, por isso ela havia sofrido um ataque cardíaco com o choque da notícia. Na realidade, seu desmaio foi, coincidentemente, devido a uma intoxicação alimentar da comida que comia enquanto jantava com Bernadette, e foi completamente alheio a notícia de Howard. Ela aceitou Bernadette como sua futura nora e adora o fato de ela ser uma médica. Ela participou do casamento de Howard e Bernadette junto com Leonard, Sheldon e Penny, no telhado do edifício de um apartamento e, coincidentemente, pode ser visto na imagem de satélite do Google Maps. Durante o episódio "The Comic Book Store Regeneration", a personagem interpretada pela atriz Carol Ann Susi foi lembrada após seu falecimento, em Novembro de 2014. Ela vinha lutando contra um câncer agressivo descoberto recentemente. Depois da Senhora Wolowitz sumir da trama com a desculpa de estar curtindo as férias na Flórida, em um telefonema com a tia, Howard recebe a péssima notícia de que sua mãe foi tirar um cochilo e infelizmente não acordou. Mais tarde, o resto da turma começa a relembrar os momentos mais legais, e outros nem tanto, da Senhora Wolowitz. "Eu não me importava com ela gritando, mas agora que não vou ouvi-la novamente, estou triste", revela Sheldon (Jim Parsons).

### Zack
Zack Johnson (interpretado por Brian Thomas Smith) é um estúpido namorado da Penny que a namora desde a segunda separação dela de Leonard. Leonard convida Penny e Zack em cima do telhado para assistirem a sua experiência de emitir laser para a Lua; Zack entende mal o que está acontecendo. Mais tarde, ele e Penny saíram para namorar, mas ela não suportou a estúpidez dele e volta para Leonard para fazerem sexo, dizendo que Leonard arruinou sua capacidade de namorar homens estúpidos. Em um episódio posterior, Zack é convidado junto com Penny, Bernadette e Amy a ir a um restaurante, e Amy se torna fisicamente atraída por ele. Ao contrário de outros namorados de Penny, ele considera Leonard, Howard, Sheldon e Raj (que ele chama de "os caras da ciência") "legais" e faz um esforço genuíno para conhecê-los, considerando-os seus amigos. Depois de acompanhá-los em uma viagem para a loja de quadrinhos (onde ele e Raj leram as revistas da Archie Comics), ele vai para uma festa a fantasia do Ano Novo dada por Stuart. Ele se veste de Superman da Liga da Justiça, Penny como Mulher Maravilha, Leonard como Lanterna Verde, Sheldon como Flash, Raj como Aquaman e Howard como Batman. Zack trabalha como designer de menu para restaurantes que são clientes da empresa de seu pai. Em "A Derivação da Torradeira", Sheldon o convida para uma festa.

## Personagens recorrentes
Esses personagens aparecem em menos episódios, a maioria em apenas um. A lista é ordenada por ordem alfabética usando primeiros nomes.
Aaron (interpretado por Jason Sand) e Jeremy (interpretado por Dusan Brown) é um casal de crianças que frequentam a festa de aniversário da prima de Howard. Howard atua como um mágico que entretém as crianças com Bernadette como assistente do mágico. As duas crianças (assim como os outros na festa que não se creditado) visivelmente não estão interessados nos truques de Howard. Os nomes das crianças não foram usados no episódio, mas apareceu nos crédito.
Abby (interpretada por Danica McKellar) e Martha (interpretada por Jen Drohan) Foram com Leonard e Howard em um encontro duplo com Penny e Bernadette, enquanto Raj e Sheldon foram em uma universidade onde se encontram com Abby e Martha. Abby gosta de Raj, enquanto Martha surpreendentemente parece se conectar com Sheldon. Enquanto Raj e Abby acabam se beijando, Sheldon ignora completamente Martha, que ainda tenta ir para a cama com ele.
Alice (interpretada por Courtney Ford) é uma entusiasta de quadrinhos atraente que atende Leonard na loja de quadrinhos, que pensa que ele é bonito e então ela o leva ao apartamento dela e tenta namorar com ele. Este namoro ocorre durante o período em que Leonard estava tendo um relacionamento de longa distância com o Priya. Leonard inicialmente cede à tentação, mas no último minuto se afasta. Ele diz a Alice sobre Priya, que o seu super-poder é ser um bom rapaz e é jogado para fora de seu apartamento. Da próxima vez que ele está se comunicando, via webcam, com Priya, confessa a sua fraqueza. Para sua surpresa, Priya não tem nenhum problema com ele. Após interrogatório, Priya revela que ela não foi fiel a Leonard. Eles então, se rompem.
Alicia (interpretada por Valerie Azlynn) é uma jovem que se muda para um apartamento acima de Leonard e Sheldon no episódio Dead Hooker Juxtaposition. Penny mostra ciúmes no rumo dos acontecimentos, pensando que Alicia está suplantando-a atenção dos meninos. Alicia é uma atriz, embora ligeiramente com mais sucesso do que Penny, depois de ter aterrado um papel em CSI como uma prostituta. Eventualmente, para alegria de Howard, ela e Penny entram em uma briga sobre o seu tratamento deles. Após a briga, Penny diz Alicia é uma "prostituta morta em TV, um ao vivo na vida real", pouco antes que ouve Alicia fazendo sexo barulhento com um produtor de CSI.
Angela (interpretada por Tiffany Dupont) é uma mulher que estava em um restaurante, e Raj se sentou com ela em uma mesa com a observação de Sheldon. Porém, antes, Raj tomou um remédio extremamente forte antiansiedade para combater seu mutismo seletivo. Com isso, a personalidade de Raj mudou temporamente e no meio da conversa com Angela ele tirou completamente a roupa, e consequentemente Angela saiu do bar.
Arthur Jeffries (interpretado por Bob Newhart) é uma estrela do show ciência que Sheldon e Leonard (e provavelmente Howard) observou com as crianças. Depois que o show foi cancelado, Professor Proton não foi levado a sério como um cientista e recorreu a fazer festas infantis. Sheldon o contrata para fazer uma festa privada para Leonard e ele próprio (e Penny) e ele acaba tendo um ataque cardíaco. Ele pede à Sheldon para fazer uma festa para a família coreana, que Sheldon concorda em fazer como Professor Proton, Jr.
Bethany (interpretada por Molly Morgan), Sarah (interpretada por Sarah Buehler) e Skeeter (interpretada por Andy Mackenzie) são os personagens que aparecem no episódio "The Gothowitz Deviation". Bethany e Sarah são um casal de mulheres que Wolowitz e Raj se encontram em um Goth clube. Eles, então, foram fazer uma tatuagem, onde Skeeter é o tatuador. O nome "Skeeter" não é usado no show, mas aparece nos créditos.
Blain (interpretado por Tyler Olson) e Tom (interpretado por Marcos Hames) é uma dupla de rapazes. Blain: Sheldon tenta arrumar uma pessoa sexualmente disposta com Penny, a fim de ajudar a quebrar o seu vício em videogames. Em sua falta de jeito, Sheldon dá Blain a impressão incorreta de que ele está convidando-o para um encontro (com sexo), em vez de fixar-lo em um encontro com uma mulher (Penny). Tom é uma pessoa que Sheldon encontra em um serviço de namoro on-line que foi combinado com Penny para eles saírem.
Capitão Sweatpants (interpretado por Ian Scott Rudolph) e Larry (interpretado por Owen Thayer). Larry é um lerdo que às vezes é visto na loja de quadrinhos de Stuart. Capitão sweatpants é uma pessoa de meia-idade, careca, homem que usa um moletom cinza.
Chen (interpretado por James Hong) é um proprietário de um restaurante chinês (Szechuan Palace), que é regularmente frequentado por Leonard, Sheldon, Howard e Rajesh. Ele aparece de forma mais significativa na 1ª Temporada no Episódio 17, onde Sheldon se envolve em uma discussão a respeito de sua crença de que ele está sendo servido com frango ao invés de Tangerina. Isso leva à troca de várias observações absurdas feitas por Sheldon (devido à sua falta de habilidade para falar mandarim).
Cheryl (interpretada por Erin Allin O'Reilly) é aparentemente, uma amiga de umas das amigas de Penny (porque é sutilmente sugeriu que ela não pode saber muitas das pessoas na festa), que vai à festa de Halloween da Penny na 1ª Temporada no Episódio 6: "The Middle Earth Paradigm". Cheryl é muito faladora, de cabelo curto morena vestida como uma joaninha. Ela não é identificada no episódio, mas está listado nos créditos. Ela aparece novamente como uma garçonete no Chesecake actory em "The Pancake Batter Anamoly".
Christy (interpretada por Brooke D'Orsay) é uma conhecida de Penny de Nebraska que tinha dormido com o suficiente de seus parentes para fazer a sua "família", Christy, de repente visita com Penny quando ela vem para a Califórnia. Ser promíscuo, Christy acaba dormindo com Howard, obrigando Penny a dormir no sofá de Leonard. Howard, em seguida, convida Christy para morar com ele (e sua mãe). Sra. Wolowitz e Christy acabam tendo uma briga.
Cole (interpretado por Ryan Cartwright) é um estudante britânico que trabalha com Penny na aula de história na escola de Pasadena City, introduzido no episódio 43. Sua aparição na vida de Penny leva à ansiedade de Leonard sobre seu relacionamento com Penny.
Dr. Crawley (interpretado por Lewis Black) é um entomologista da Universidade. Dr. Crawley é visitado por Sheldon, Howard e Raj, a fim de identificar a espécie de grilo que encontraram. Ele é ameaçado em perder sua posição na universidade, seu laboratório, e, como resultado de uma viagem de pesquisa estendida, sua esposa.
Dale (interpretado por Josh Brener) é um jovem que Leonard e Sheldon atendem quando chegar à loja de quadrinhos de Stuart e ficam surpresos ao ver trabalhar o registo em vez de Stuart. Quando perguntado sobre o paradeiro de Stuart, Dale responde que ele foi colocado no comando enquanto "ele saiu para tomar um café com uma menina" (que passa a ser Amy Farah Fowler).
Dimitri Rezinov (interpretado por Pasha Lychnikoff) é um astronauta russo, que é o colega de Howard Wolowitz em sua missão à Estação Espacial Internacional.
Dr. David Underhill (interpretado por Michael Trucco) é um físico experimental igual a Leonard, e está animado em trabalhar com ele. Com sua jaqueta de couro e uma bela aparência, Penny fica chocada ao saber que David é um cientista e começa a namorar com ele. Eles se separam quando Penny descobre que ele é casado.
Dennis Kim (interpretado por Austin Lee). Dennis é um jovem de 15 anos, e é uma criança prodígio da Coreia do Norte que Dr. Gablehauser pretende recrutar para os seus doutorado Dennis e Sheldon tem uma relação antagônica, quando o Sheldon se destaca em todos os sentidos. Os amigos de Shelon tomam providências para que Dennis pode conhecer garotas de sua idade e se distrair de sua própria pesquisa. O plano tem sucesso e Dennis é visto beijando com uma garota no parque, e não é mais uma ameaça intelectual para Sheldon.
Dmitri (interpretado Adam Gregor) é o zelador do terceiro andar da universidade Caltech. Mas antes de ele ser zelador, ele era um físico em Leningrado Politécnica. Após o colapso da União Soviética, ele perdeu o emprego e teve que se mudar para os EUA. Ele parece saber muito sobre física.
Dr. Elizabeth Plimpton (interpretado por Judy Greer) é uma famosa física da Universidade de Princeton conhecida por seu trabalho em cosmologia quântica que vem como convidado pessoal de Sheldon em "The Plimpton Stimulation". Ela aparece pela primeira vez distraída, mas em seguida, ela exibe uma libido sexual forte, acaba fazendo sexo com Leonard e Raj.
Elsie (interpretada por Whitney Avalon) é a atendedora de um bar que Raj e Sheldon estão visitando para experimentar o remédio antiansiedade. Ela fica horrorizada quando ele retira completamente a roupa na frente dela.
Emily (interpretada por Katie Leclerc) é uma mulher surda. Porque ela é surda, Raj descobre que pode se comunicar com ela, apesar de seu mutismo seletivo. Ela mostra interesse em Raj quando ele gasta muito dinheiro com ela. Em seguida, os pais de Raj recebem a conta, e forçá-o a romper com ela. Apesar de Raj resistir, ele diz a Emily que todos os presentes que ele deu, ele tinha que devolver. Ela, então, perde o interesse em Raj.
Emily (interpretada por Laura Spencer) é uma dermatologista.
Fat Woman (mulher gorda) é uma mulher obesa sem nome que Raj se reúne e faz uma festa no episódio "The Hofstadter Isotop". Raj acorda depois da festa e encontra-se na cama com a mulher que tem seu braço ao redor dele, impedindo-o de sair da cama.
Gretchen é uma ex-amiga Penny que roubou o namorado dela no mesmo restaurante que Leonard e Penny estavam, que irrita profundamente Penny especialmente depois que seu ex propõe a Gretchen em casamento.
Ho-Jun (interpretado por Arnold Chun) é um taxista japonês. Ele aparecem em "The Agreement Dissection". Ho-Jun é um motorista de táxi que leva Bernadette, Penny, Amy e Sheldon a um clube de dança. Comunicando-se em coreano, Ho-Jun pede ao seu interprete que eles iam danças valsa. O intérprete não sabe o que é valsa, Ho-Jun teve que cantar para ele.
Sra. Jeanine Davis (interpretada por Regina King) é uma representante de recursos humanos que trabalha numa universidade. Ela lidava com uma queixa de assédio sexual contra o Sheldon. Sheldon, em sua tentativa de defesa, usa um "comportamento mau" por Raj, Howard e Leonard, o que levou a Sra. Davis para convidá-los para o seu escritório. Em um episódio posterior, a Sra. Davis serve no comitê de posse que está considerando Raj, Sheldon, Leonard e Kripke para um cargo melhor que está vago, fazendo com que cada um deles tentam "puxar o saco" da Sra. Davis.
Joy (interpretada por Charlotte Newhouse) é uma mulher mal-educada que teve um encontro com Leonard após ele ter assinado um acordo com Bernadette e Howard chamado "Pacto de Namorados". Embora Leonard descobre que a personalidade de Joy é um tanto repulsiva, ele concorda em sair com ela novamente com base em dicas que ela dá de que vai ser fácil de fazer sexo com ela.
Joyce Kim (interpretada por Ally Maki) é uma personagem inédita que aparece em "The Staircase Implementation", Joyce Kim foi mencionada como uma ex-namorada de Leonard, seu relacionamento durou apenas um mês, após ela ter fugido de volta para a Coreia do Norte. No entanto, em The Staircase Implementation, Leonard admite que ela não era uma namorada, mas uma espiã norte-coreana que tentou obter segredos sobre o novo combustível que Leonard estava trabalhando, assim Joyce estava seduzido-o. Eles chegaram a ter uma relação sexual, porém Sheldon interrompeu e começou a falar sobre que o Leonard tinha quebrado o acordo de colega. Assim, irritando a Joyce até ela sair e falar que era uma espiã.
Kevin (interpretado por Blake Berris) é um homem que Penny se reúne durante o seu "não-encontro" com Leonard. Ele está escrevendo um roteiro sobre seu companheiro de quarto, que o expulsou de seu apartamento.
Kurt (interpretado por Brian Patrick Wade) é um homem alto e forte. Kurt é o ex-namorado de Penny no início da série. No episódio piloto, Leonard e Sheldon foram para o seu apartamento e tentou recuperar o televisor de Penny dele, mas não teve sucesso e voltou para casa sem calças. Penny deixou porque ele a traiu, mas ele ainda foi convidado para sua festa de Halloween, para o qual ele se veste como um homem das cavernas. Na 2ª temporada, Penny passa por dificuldades financeiras, Leonard e seus amigos enfrentam Kurt por causa de US $1.800 que Kurt estava devendo a Penny. Recusando-se imediatamente, Kurt logo em seguida paga Penny e os dois têm um jantar, mas nunca é visto novamente.
Lakshmi (interpretada por Chriselle Almeida) é a mulher com quem os pais de Raj armou que ele se case com ela. Ele desenvolve fortes sentimentos por ela e está disposto a se casar com ela, e ela dele. Ela diz a ele que ela é lésbica e está disposta a se casar com ele porque ela acha que ele é gay.
Lalita Gupta (interpretada por Sarayu Rao) era a amiga de infância de Raj em que ele se sentia intimidado, ela agora é uma estudante de odontologia na universidade USC. Os pais de Raj definiram que ela se casasse com Raj. Durante o encontro dos dois, Raj só pode falar com ela depois de beber uma bebida alcoólica, e atua de um jeito muito desagradável, como comentando sobre seu problema na infância. Sheldon insiste que ela tem uma notável semelhança com a Princesa Panchali, uma princesa da Índia de uma história infantil. Lalita se sente lisonjeada com os comentários e a atenção de Sheldon. Eventualmente, Lalita deixa o Raj bêbado e janta com Sheldon. Sheldon não vê-la novamente, porque ele "já tem um dentista".
Sra. Latham (interpretada por Jessica Walter) é uma mulher rica benfeitora e viúva, que tem uma atração a Leonard, e pretende doar dinheiro para a Universidade em que Leonard e seus amigos trabalham. Ela beija o Leonard em seu primeiro "encontro", e Leonard se sente sendo usado. Porém no "segundo encontro" deles, a Sra. Latham fala que independente da implicação entre ele e ela em relações sexuais, ele irá obter o equipamento de laboratório que precisa em seu departamento. Ele a princípio resiste, mas depois ele cede. Todos na Universidade parabeniza-lo por vender-se em troca do dinheiro.
Laura (interpretada por Ashley Austin Morris) é uma mulher que Leonard conversa durante as o "não-encontro" com Penny após Penny começa a conversar com Kevin. Leonard não pode se concentrar em sua conversa.
Missy Cooper (interpretada por Courtney Henggeler) é a irmã gêmea de Sheldon, que é intelectualmente e socialmente muito diferente dele. Confiante, alta e atraente, ela imediatamente chama a atenção de Leonard, Howard e Raj. Sheldon percebe que dentro dos óvulos de Missy encontra-se o potencial para uma "mutação superior" como ele. Ele elege temporariamente a si mesmo como um guardião para Missy, a fim de escolher o melhor companheiro para ela (ela rejeita Leonard e Howard em favor de Raj, mas seu mutismo descarrila qualquer chance de que ele possa ter com ela).
Patty (interpretada por Rachel Cannon) é uma amiga de Penny, que frequenta festa de Halloween da Penny na 1ª Temporada, Episódio 6: "The Middle Earth Paradigm." Patty é a loira e na festa, está vestida de uma personagem do ano de 196, que primeiro Sheldon pede que seu traje é e tem pouca paciência para pistas explicativas do Sheldon.
Presidente Siebert (interpretado por Joshua Malina) é o presidente do Instituto de Tecnologia da Califórnia, ele é casado e tem uma filha adolescente. Siebert envia Sheldon em uma expedição ao Pólo Norte no final da 2.ª temporada. Na 4.ª temporada, ele organiza uma reunião com doadores ricos e professores, a fim de angariar fundos para os programas da universidade. Ele chama Leonard e seus amigos para trocar ideias aos doadores para que eles vão dar aos seus projetos. Vendo o comportamento de Sheldon para os doadores, ele pede que ele não aparecer novamente. Uma piada recorrente é que o presidente Siebert esbarra em Sheldon quando ele está usando o mictório.
Professor Glenn (interpretado por Rick Fox) é um ex-professor de Bernadette, que ela revela a Howard que namorou com ele durante um ano. Negro e atraente, Glenn é fisicamente o oposto de Howard, deixando Howard inseguro.
Ramona Nowitzki (interpretada por Riki Lindhome) e Kathy O'Brian (interpretada por Emily Happe) é uma dupla de estudantes de pós-graduação, ambas com uma paixão em Sheldon, e tornar-se seus "namorados". Sheldon procura uma pessoa para dar comida de graça e executar serviços pessoais. Ramona é a primeira, a primeira reunião Sheldon depois que ele apresenta o seu trabalho para os alunos de pós-graduação. Ela encontra o trabalho de Sheldon muito estimulante e ele muito bonito para a total confusão de seus amigos e organiza para jantar com ele em seu apartamento. Os próximos dias ela se torna uma presença permanente na vida dele, pressionando-o a concentrar-se em suas pesquisas e evitar distrações, como videogames, sci-fi e programas de televisão. Sheldon se cansa dela, mas é incapaz de dissolver o seu "relacionamento". Eventualmente, Sheldon atinge um avanço no seu trabalho. Sheldon despede Ramona quando ela pede para compartilhar o crédito pela descoberta. Kathy entra na vida de Sheldon depois de Sheldon ter chutado a Ramona.
Reverendo de branco (Reverend White), (interpretado por Jim Turner) é um reverendo que casa a Penny grávida com Leonard. Isso ocorre em um alucinação que Penny tem, o que faz com que ela perceber que ela precisa comprar contraceptivos. O nome do reverendo não foi usado no show, mas apareceu nos créditos.
Roberta (interpretada por Cynthia Holloway) é uma amiga de Penny, que frequenta a festa de Halloween da Penny na 1ª Temporada, Episódio 6: "The Middle Earth Paradigm". Roberta é a morena e está vestida como uma enfermeira sexy, que é atingida por Howard. Ela não é identificada no episódio, mas está listada nos créditos.
Mr. Rostenkowski (interpretado por Casey Sander) é o pai de Bernadette, um policial aposentado. Ele tem uma personalidade áspera e rude, e não aceita de Howard até que ele descobre que Howard estará indo para o espaço como um astronauta. Depois de uma viagem abortada fim de semana de pesca, Howard ensina como jogar um jogo indígena.
Sra. Rostenkowski (interpretada por Meagen Fay) é a mãe de Bernadette. Ela é uma mulher de "poucas palavras", como seu marido. Exibe várias das mesmas características da sua filha. Aparentemente, domina o marido. Quando Howard conheceu Bernadette, ele descobriu que a personalidade dela é semelhantes à de sua mãe.
Siri (interpretada por Becky O'Donohue) incorpora um software chamado "Siri", que é um sistema de reconhecimento de voz usado em certos smartphones, e em que Raj desenvolveu uma relação, por causa da sua voz "excitante". Howard brinca afirmando que "finalmente, uma mulher em sua vida que você pode falar." Raj tem um sonho de conhecê-la, representada por uma belíssima mulher, mas ele não pode falar com ela pessoalmente devido a seu mutismo seletivo, o que faz com que ele desperta do sonho gritando.
Spock (interpretado por Leonard Nimoy) é a figura de ação fictícia do Spock de Sheldon, com a voz de Leonard Nimoy, aparece-lhe num sonho e tenta convencê-lo a abrir uma caixa de um brinquedo de Star Trek. Depois Sheldon quebra o brinquedo e rouba Leonard, Spock reaparece para Sheldon e tenta convence-lo a dar a Leonard o seu brinquedo de volta.
Toby Loobenfeld (interpretado por DJ Qualls) é um assistente de pesquisa em Física e Teatro, Toby foi usado por Sheldon como seu primo fictício "Leopold Houston" de Texas, um personagem que Sheldon inventa como parte de uma mentira elaborada para evitar ir ver Penny cantar. "Leo" veio de uma recuperação de vicio de drogas que acaba afagando com Penny no sofá, para o grande desgosto de Leonard. Ele também estava disposto a discutir com Sheldon sobre os assuntos a respeito do uso de drogas, mostrando conhecimento sobre o assunto.
Todd Zarnecki (interpretado por Christopher Douglas Reed) aparece no episódio intitulado de "The Zarnecki Incursion" como um hacker que "rouba" os itens de Sheldon em um jogo online chamado World of Warcraft. Ele é fisicamente muito maior e mais assustador do que os quatro personagens principais, que voltam de confrontá-lo. Penny soube sobre isso, e vai até a casa de Todd e dá um chute na virilha. Fazendo assim, que Todd devolvesse os itens de Sheldon.
Venkatesh Koothrappali (interpretado por Frank Maharajh) é o primo de Raj, é um advogado, e mora na Índia, que tenta negociar um acordo para sustentar Anel em O Senhor dos Anéis. Ele, por sua própria admissão, é um mau negociador.
Vicki (interpretada por Kimberly Kevon Williams). é uma amiga de Penny, que frequenta a festa de Halloween da Penny na 1ª Temporada, Episódio 6. Vicki é uma mulher negra vestida como uma princesa, que confunde o "efeito Doppler" como uma dificuldade de aprendizagem. Ela não é identificada no episódio, mas está listada nos créditos.
Wyatt (interpretado por Keith Carradine) é o pai de Penny. Ele vem visitar a Penny e se sente compelido a envolver Leonard num "relacionamento de mentira" para fazê-lo pensar que eles ainda estão juntos. (Wyatt revela que ele favorece o Leonard sobre outros namorados "perdedores" de Penny). Quando a trama é revelada, ele fica com raiva de Penny e finge que está com raiva do Leonard. Mas depois de Penny sair da sala, ele incentiva Leonard a continuar tentando obter Penny de volta (porque ele quer que seus netos "cresçam numa casa sem rodas sobre ele").

### Personagens que apareceram em uma única cena
Angelo (interpretado por Peter Onorati) é um barbeiro que substitui o barbeiro regular de Sheldon: O Sr. D'Onofrio, quando ele entra em coma.
Sra. Fowler (interpretada Annie O'Donnell) é a mãe de Amy Farrah Fowler. Ela apareceu numa conversa de webcam com Amy e Sheldon, quando eles tentam mentir-lhe sobre a natureza do seu relacionamento, dizendo que eles estão num relacionamento romântico, que inclui o coito.
Sra. Gunderson (interpretada Lauri Johnson) é a vizinha de baixo de Leonard e Sheldon, ela apareceu brevemente na 3ª temporada, episódio 23 ("A excitação Lunar"), quando Leonard estava discutindo com Penny na escada.
Louis (interpretado por Ajgie Kirkland) é um ex-ocupante do apartamento de Penny. Ele é um homossexual que Leonard erroneamente encontra no episódio "The Staircase Implementation", em que se refere a Sheldon como "o cara louco do outro lado do corredor corredor".
Sandy (interpretada Yeardley Smith) apareceu no episódio burocrata que entrevistou Sheldon para um trabalho braçal em A aproximação Einstein. Smith teve um papel recorrente em Dharma and Greg, uma seéie criada por Chuck Lorre como Marlene (ambos os personagens têm semelhanças). O nome "Sandy" não foi usado no show, mas apareceu nos créditos.
Sebastian (interpretado por Steven Yeun) é um ex-colega de quarto de Sheldon, que deixou Sheldon em condições ruins. Sebastian faz uma única aparição em "A Implementação Staircase", onde ele diz a Leonard para "correr rápido, correr para longe" do Sheldon. O seu nome não é utilizado no episódio, mas está listado nos créditos.

## Participações especiais
| Nome                  | Episódio(s) |
| --------------------- | --- |
| George Smoot          | 2ª Temporada - Episódio 17                                                                                       |
| Summer Glau           | 2ª Temporada - Episódio 17                                                                                       |
| Charlie Sheen         | 2ª Temporada - Episódio 4                                                                                        |
| Wil Wheaton           | 3ª Temporada - Episódio 5 e 1 4ª Temporada - Episódio 8 5ª Temporada - Episódio 5 e 22 6ª Temporada - Episódio 7 |
| Katee Sackhoff        | 3ª Temporada - Episódio 9 4ª Temporada - Episódio 4                                                              |
| Stan Lee              | 3ª Temporada - Episódio 16                                                                                       |
| Steven Yeun           | 3ª Temporada - Episódio 22                                                                                       |
| George Takei          | 4ª Temporada - Episódio 4                                                                                        |
| Steve Wozniak         | 4ª Temporada - Episódio 2                                                                                        |
| Brian Greene          | 4ª Temporada - Episódio 20                                                                                       |
| LeVar Burton          | 4ª Temporada - Episódio 17                                                                                       |
| Neil deGrasse Tyson   | 4ª Temporada - Episódio 7                                                                                        |
| Michael Massimino     | 5ª Temporada - Episódio 24                                                                                       |
| Stephen Hawking       | 5ª Temporada - Episódio 21                                                                                       |
| Leonard Nimoy         | 5ª Temporada - Episódio 20                                                                                       |
| Brent Spiner          | 5ª Temporada - Episódio 5                                                                                        |
| Howie Mandel          | 6ª Temporada - Episódio 4                                                                                        |
| Buzz Aldrin Adam West | 6ª Temporada - Episódio 5 9ª Temporada - Episódio 17                                                             |
| Mark Hamill           | 11ª Temporada - Episódio 24                                                                                      |

## Dublagem brasileira
| Personagem | Dublador(a)        |
| ---------- | ------------------ |
| Sheldon    | Sérgio Cantú       |
| Leonard    | Gustavo Nader      |
| Penny      | Fernanda Fernandes |
| Howard     | Manolo Rey         |
| Rajesh     | José Leonardo      |
| Amy        | Sylvia Salustti    |
| Stuart     | Duda Espinoza      |